# Sako Selatan Pasia Talang
Sako Selatan Pasia Talang is een bestuurslaag in het regentschap Solok Selatan van de provincie West-Sumatra, Indonesië. Sako Selatan Pasia Talang telt 1769 inwoners (volkstelling 2010).